# Павленішвілі
Павленішвілі (Павленови, груз. ფავლენიშვილი, англ. Phavlenishvili, Pavlenishvili, франц. Pavlenichvili) — старовинний  грузинський  княжий рід. Нащадки гілки Мхаргрдзелі / Захаріді, що належить до династії  Карін-Пахлевідів, одного з семи Великих домів Персії, якого вважають відгалуженням імператорського дому Аршакідів.
Існує версія, за якою Павленішвілі-Мхаргрдзелі походять від останнього шаханшаха династії Сасанідів Єздігерда III.
Зараховані до князів Російської імперії згідно з указами 1783 і 1850. Записані в списки Іберійськіх князів 24 липня 1783. До російських родів занесені під прізвищем Павленов (Pavlenoff) — 1850 р., на основі трактату від 1793.
За однією з версій прізвище Павленішвілі походить від «Павнелі», звідси — Павнелішвілі, пізніша форма «Павленішвілі». Павнісі — назва замку. Династія мала володіння в  Іберіі. За іншою версією, назва походить від імені осетинського князя Палвені Тагаурі (Phalveni Thagauri), який виховав молодого князя Мхаргрдзелі (Mkhargrdzeli), викраденого осетинами. Князь Палвені Тагаурі не мав свого сина, тому дав молодому князю Мхаргрдзелі ім'я Палвена (Phalvena), видав за нього свою дочку, і допоміг йому повернутися в його маєтки в Нікозі і Ередві. Відтоді (1244) Мхаргрдзелі цієї гілки роду нібито й мають прізвище Палвенішвілі/Павленішвілі. Ця версія наведена у виписці з рукописного автографа Іоанна-Царевича (Грузія, 1799 р.))

## Представники роду
- Грузинський поет Михайло Павленішвілі належав до цього роду.
- Отія Павленішвілі — грузинський письменник